# Giovan Giacomo Leonardi
Giovan Giacomo Leonardi (* Anfang November 1498 in Pesaro; † 1562) war ein italienischer Jurist und Diplomat aus der Familie Leonardi della Rovere Montelabate. Seine Stellungnahme beeinflusste die Errichtung der Festung Valletta auf Malta.
Leonardi studierte Jura in Bologna und  Ferrara, wo er 1522 seinen Doktor erwarb. Danach begann er die militärische Laufbahn, zunächst bei Francesco II. Sforza in Mailand, dann unter verschiedenen kaiserlichen Söldnerführern. Bei der französischen Belagerung von Pavia 1525 gab er nützliche Ratschläge für die Befestigung der Stadt. In dieser Zeit trat er auch die Dienste des venezianischen Generalkapitäns Francesco Maria I. della Rovere, der sein diplomatisches Geschick erkannte und nutzte. Wenige Jahre später war er Statthalter von Senigallia und dann von Gubbio. Von 1528 bis 1559 sandten ihn die Herzöge von Urbino immer wieder als Botschafter nach Venedig.
1540 erhob Guidobaldo II. della Rovere ihn zum Graf von Montelabbate (in der heutigen Provinz Pesaro und Urbino).
Seine Schrift Libro delle fortificazione dei nostri tempi stand kurz vor der Drucklegung, als er starb. Sie wurde 1975 von Tommaso Scalesse herausgegeben.